# Monrovia

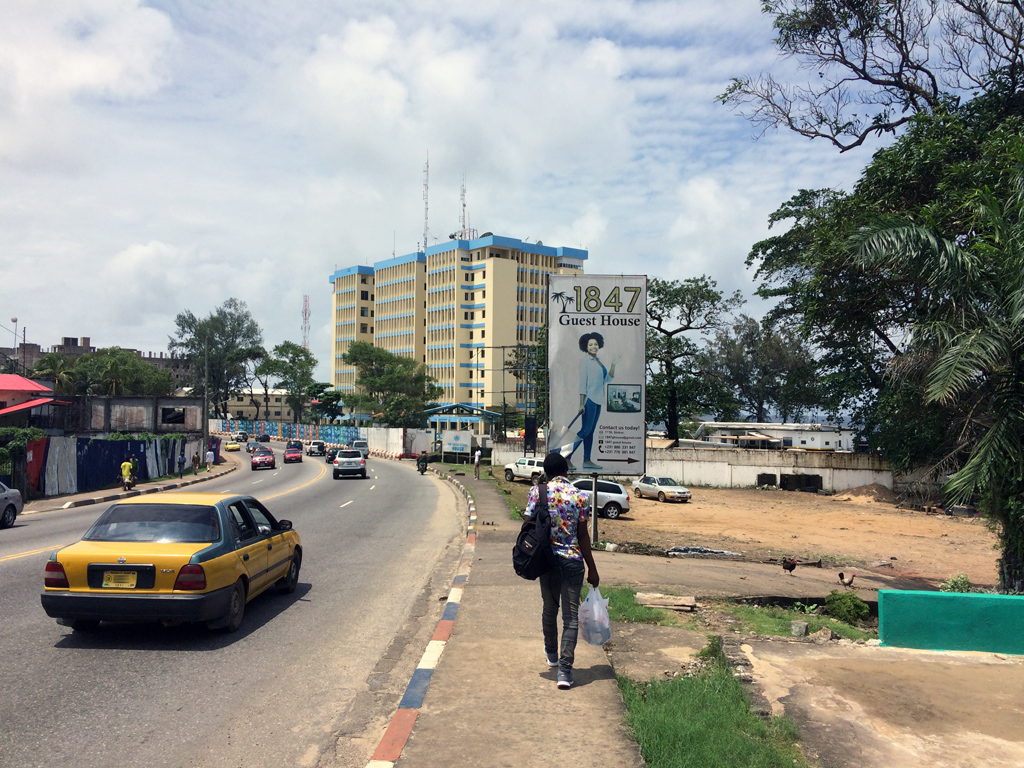
Der Tubman Boulevard im Stadtteil Sinkor von Monrovia mit dem UN-Building im Hintergrund.

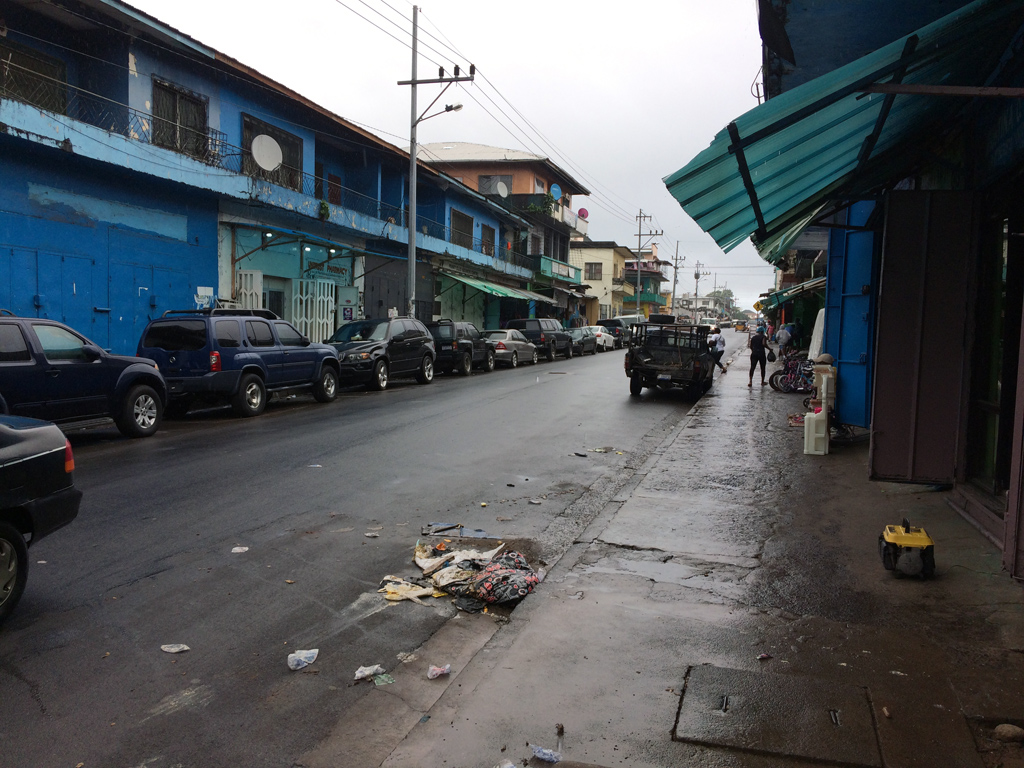
Die Camp Johnson Road im Stadtteil Central Monrovia.

Monrovia [mɔnˈroːvi̯a] ist die Hauptstadt des westafrikanischen Staates Liberia. Sie hat laut Volkszählung aus dem Jahr 2022 1.761.032 Einwohner.

## Geographie

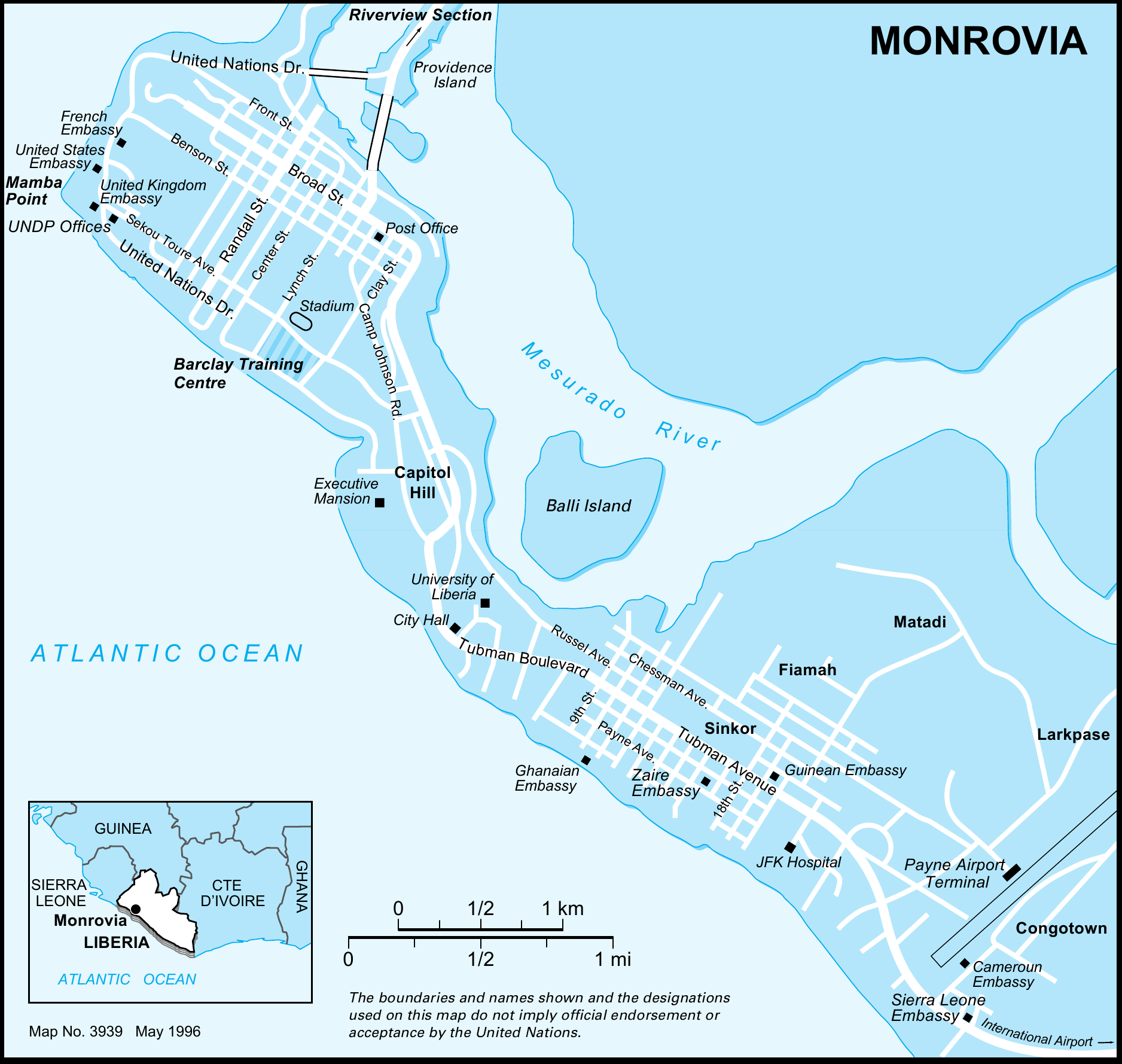
Stadtplan (1998)

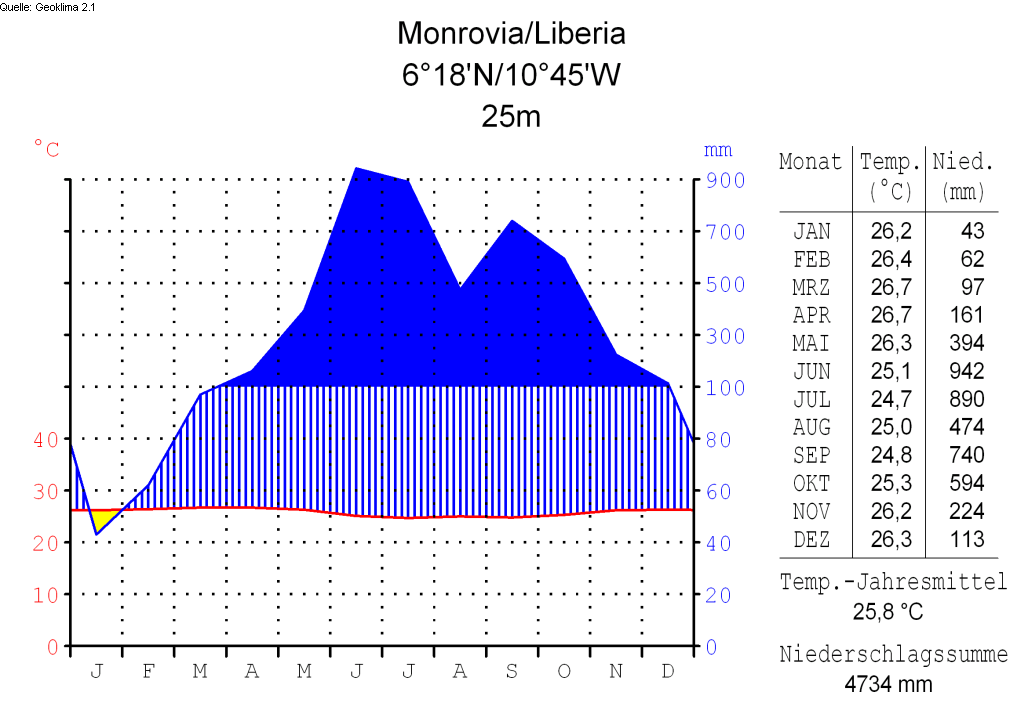
Klimadiagramm von Monrovia

Monrovia liegt am südlichen Mündungsarm des Saint Paul River in den Atlantik, in einem Gebiet, das einst Sierra Leone abgekauft wurde, beim Kap Mesurado. Etwa 40 Prozent des offiziellen Stadtgebietes werden vom sumpfigen Mangrovenwald des Mesurado River eingenommen; dieses bisher als Ödland betrachtete Areal wird durch internationale Naturschutzbehörden als besonders schützenswertes Gebiet ausgewiesen. Inzwischen verstärkt sich auch der Urbanisierungsdruck durch die als Shanty towns bezeichneten Slums.

### Klima
In Monrovia befinden sich eine amtliche Wetterstation und der Sitz des staatlichen meteorologischen Dienstes. Das in Äquatornähe befindliche Liberia besitzt ein feuchtes, tropisch-heißes Klima mit einer Jahresmitteltemperatur von 25,8 °C. An der Küste werden 24 °C bis 27 °C, im Landesinneren 22 °C bis 28 °C gemessen.
Die Trockenzeit ist durch geringe Niederschläge gekennzeichnet. In dieser Jahreszeit steht das Land unter dem Einfluss trockener, aus der südlichen Sahara einstreichender Winde, die man in Liberia Harmattan nennt.
Die Regenzeit ist durch ergiebige Niederschläge gekennzeichnet; in Robertsport (Nordwestküste) beträgt die durchschnittliche Niederschlagsmenge 5210 mm, im „trockeneren“ Südosten bei Harper lediglich 2500 mm. In dieser Zeit bricht das Straßenverkehrsnetz im Hinterland oft über Wochen zusammen.

## Geschichte

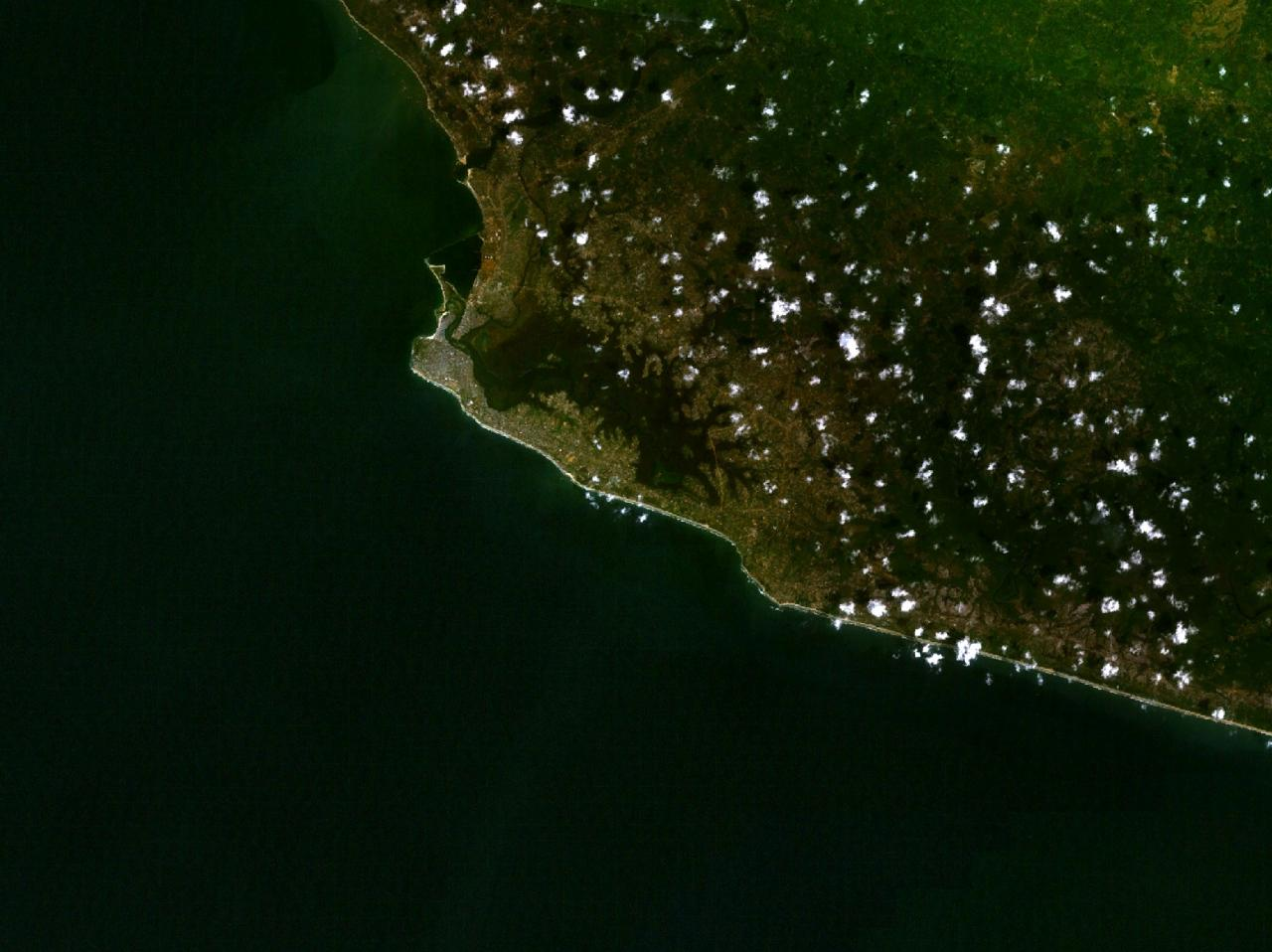
Satellitenfoto von Monrovia

Die Gegend wurde bereits bewohnt, als sie in den 1560er Jahren von portugiesischen Seeleuten Kap Mesurado genannt wurde. Die ersten Siedler aus den Vereinigten Staaten unter der Schirmherrschaft der American Colonization Society kamen in Afrika 1821 an. Sie landeten auf der Sherbro-Insel im heutigen Sierra Leone. Die Landung war nicht sehr erfolgreich und viele Siedler starben. 1822 rettete ein zweites Schiff die verbliebenen Siedler und nahm sie mit zum Kap Mesurado, wo die Siedlung Christopolis errichtet wurde. Als inoffizieller Feiertag wird in Monrovia seit 1823 der 1. Dezember als „Mathilda Newport Day“ begangen.
1824 wurde die Stadt in Monrovia umbenannt, um den damaligen US-Präsidenten und ersten Vorsitzenden der American Colonization Society, James Monroe, zu ehren.
Die planmäßig entwickelte Siedlung wurde nach dem Vorbild amerikanischer Städte auf der Nordseite des Capitol Hill angelegt. Im Mündungstrichter des Mesurado River befand sich der erste Hafen Monrovias, im Stadtteil Slipway gab es eine Werft, das Ufer säumten Lagerhallen, Gewerbebetriebe (Kaffee-Röstereien), auf dem Gipfel des Capitol Hill wurde Fort Stockton angelegt. Monrovia war den Ameriko-Liberianern vorbehalten; die noch in westafrikanischen Gewässern von der Marine befreiten Sklaven wurden in einer eigenen Siedlung, Congo Town, angesiedelt und dort zum Aufbau von Zuckerrohrplantagen eingesetzt. Ab 1850 ersetzten Dampfschiffe mit größerem Tiefgang die traditionellen Segelschiffe; diese konnten jedoch den bisherigen Hafen nicht mehr anlaufen und mussten vor der Küste ankernd mit Hilfe von Booten be- und entladen werden. Auf dieses Geschäft waren die Kru-Boys spezialisiert. An der Landspitze unter dem Leuchtturm entstand ein eigenes, jetzt von Fischern bewohntes Stadtviertel New Kru Town.
Schon 1839 entstand das von der Methodistischen Kirche gegründete Monrovia Seminar. Der Schulleiter und spätere Bischof der Methodistischen Kirche von Liberia, A. P. Camphor, erweiterte diese Einrichtung zum West Africa College. Er gilt als Begründer der Berufsschulausbildung in Liberia. Das Liberia College ist der Vorläufer der Universität von Monrovia und wurde 1862 eröffnet; ab 1881 war der spätere Präsident Edward Wilmot Blyden Rektor dieser Schule. Die Stadt, damals die einzige der Republik, zählte etwa 13.000 Einwohner und war der weitaus bedeutendste Handelsplatz des Staates und Sitz eines deutschen Konsuls. Ende des 19. Jahrhunderts hatte Monrovia einen mäßigen, durch eine Barre gesperrten Hafen und bestand nur zum kleinsten Teil aus Steingebäuden, im Übrigen aus Hütten.
Am 26. Juli 1947 wurde in Monrovia die 100-Jahr-Feier (Centennial Celebration) der Staatsgründung begangen. Die Stadt erlebte eine Militärparade und die Vorführung einer Kunstflugstaffel der US Air Force. Anlässlich der Feierlichkeiten wurden der Centennial Pavilion und mehrere Bauwerke eingeweiht, die erste liberianische Landesausstellung eröffnet und Duke Ellington gratulierte mit der Liberian Suite.
Seit den 1990er Jahren wurde die Lebensqualität in Monrovia durch den ruinösen Bürgerkrieg stark in Mitleidenschaft gezogen.

## Stadtverwaltung
Amtierende Oberbürgermeisterin ist Mary Broh. Sie löste im Juli 2009 Ophelia Hoff-Saytumah ab, die wegen einer Korruptionsaffäre zu Fall kam.

## Wirtschaft und Infrastruktur
Wirtschaftliches Standbein der Stadt ist der Seehafen, der während des Zweiten Weltkrieges von der US-Armee wesentlich erweitert wurde. Die wichtigsten Exportgüter sind Gummi und Eisenerz. Der Hafen ist auch Standort von großen Lagerhallen und Werften. Das industrielle Bild der Stadt erstreckt sich von der Zementproduktion über Ölraffinierung, Lebensmittelherstellung, Ziegel- und Möbelproduktion bis hin zur Chemikalienerzeugung.
Das Ducor Hotel der InterContinental Hotels Group, das zu den prominentesten Hotels Westafrikas zählte, ist heute eine Ruine, ebenso wie das zweite Luxushotel der Hauptstadt, das Hotel Africa an der Mündung des Saint Paul River. Der Mount-Coffee-Staudamm war das erste Wasserkraftwerk Liberias und wurde 1966 zur Versorgung der Hauptstadt und der Hafenanlagen in Betrieb genommen. Während des Bürgerkrieges gelang es den Aufständischen mehrfach, die Stromversorgung zu unterbrechen und den Generatorenblock zu zerstören. Eine Wiederinbetriebnahme scheitert noch an den Beschaffungskosten der technischen Anlagen, für die etwa 383 Millionen US-Dollar veranschlagt wurden.

### Energieversorgung
Mit dem Aufbau des Energieversorgungsnetzes in Monrovia wurde in den 1940er Jahren begonnen. Es blieb zunächst auf die Küstenregion beschränkt, wo Industrie- und Hafenanlagen, Verwaltungs- und Handelseinrichtungen, Krankenhäuser und Hotels als verlässliche Abnehmer vorhanden waren. Das Wasserkraftwerk Mount Coffee wurde 1966 in Betrieb genommen, aber noch 1990 im Bürgerkrieg zerstört.
Die Infrastruktur wurde während des Bürgerkrieges beschädigt und der Neubau verzögert. Die liberianische Regierung sucht momentan Möglichkeiten, die Infrastruktur mit Hilfe der internationalen Gemeinschaft wieder aufzubauen.

### Straßen- und Schienennetz

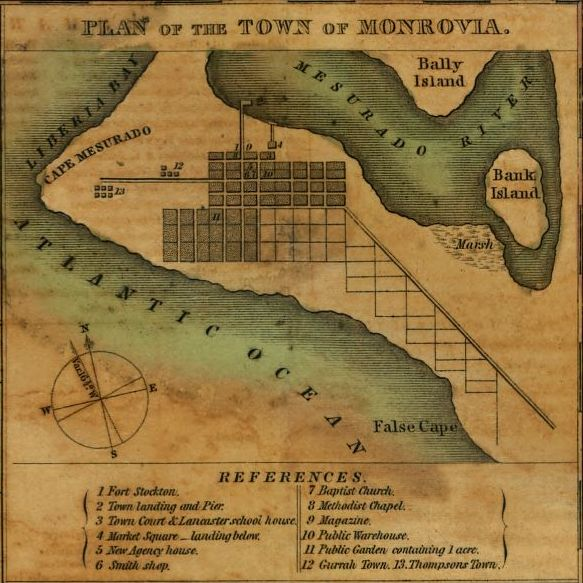
Historischer Stadtplan von 1830

Das ursprüngliche Straßennetz der Stadt Monrovia wurde nach amerikanischem Vorbild angelegt und besteht aus einem schachbrettartigen Raster von Straßen. Die permanent entstehenden Außenbezirke der Stadt verfügen hingegen über ein modifiziertes Straßennetz. Im Umkreis der Verwaltungszentren und der Gewerbegebiete bestehen asphaltierte Straßen, die Mehrzahl der Vorortstraßen sind aber Naturstraßen und Pisten.
Der Somalia Drive ist die wichtigste Entlastungsstraße für die City-Region, doch mittlerweile ist diese Straße selbst durch eine hohe Verkehrsdichte blockiert. Der Dakar-Lagos-Highway ist die wichtigste Fernstraße und Landverbindung zu den westafrikanischen Nachbarstaaten. Die Straße ist jedoch in Liberia nur rudimentär ausgebaut; ein etwa 100 Kilometer langer Abschnitt (Ganta-Tappita-Tobli-Grenze zur Elfenbeinküste) fehlt. Besonders fatal ist der Verlust der Mesurado Bridge.
Am 30. Dezember 2011 wurde die Tubmanbrücke über den Saint Paul River wiedereröffnet.

### Luftverkehr
Der etwa 50 Kilometer östlich von Monrovia gelegene Roberts International Airport ist der internationale Flughafen der Hauptstadt von Monrovia. Es bestehen Verbindungen zu benachbarten westafrikanischen Hauptstädten, die von afrikanischen Fluggesellschaften angeboten werden, sowie direkte Flüge von und nach Europa.

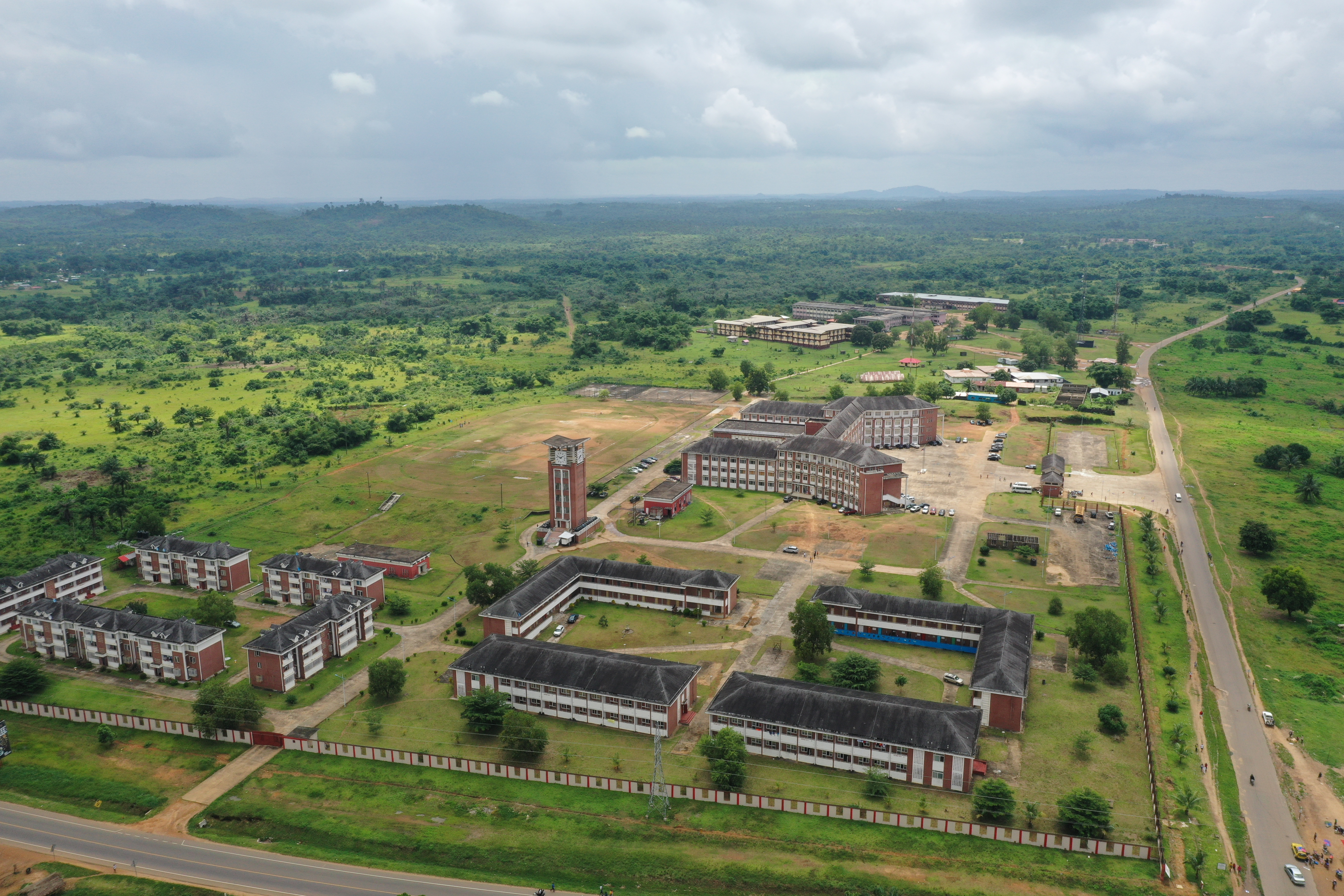
Campus der University of Liberia

### Bildungseinrichtungen
- Die staatliche University of Liberia, gegründet 1863, ist die größte Universität des Landes und befindet sich in Monrovia. Die Universität hat die einzige rechtswissenschaftliche Fakultät des Landes.[8]
- Eine weitere, im Jahr 2000 aber endgültig geschlossene Bildungseinrichtung war das College of West Africa (CWA) in Monrovia. Seine Funktion übernahm die J. J. Roberts United Methodist School (JJRUMS).
- Die Hochschule Stella Maris Polytechnic wird vom katholischen Erzbistum Monrovia betrieben.

### Gesundheitswesen
In Monrovia befinden sich die wichtigsten Kliniken und Hospitäler des Landes. Zur Unterstützung der liberianischen Ärzte und internationalen Hilfsorganisationen treffen auch mehrmals im Jahr Marine-Lazarettschiffe von NATO-Staaten in Monrovia ein.

### Sehenswürdigkeiten und bedeutende Bauwerke
Zu den Sehenswürdigkeiten Monrovias zählt das Red Cross Monument im Stadtteil Capitol Hill, das an die Geschichte des Bürgerkrieges in Liberia erinnert.
Das Antoinette Tubman Stadium im Stadtzentrum wird für Fußballspiele, politische Großveranstaltungen und Kirchentage genutzt. Ein weiterer wichtiger Veranstaltungsort ist der Samuel Kanyon Doe Sports Complex im Stadtteil Paynesville. Der im ersten Drittel des 19. Jahrhunderts entstandene Palme Grove Cemetery hat sich zum Hauptfriedhof der Stadt entwickelt.
Im Umfeld von Monrovia befinden sich der etwa 10 Kilometer nördlich vom Stadtzentrum gelegene Seaview Golf Club, eine Golf- und Freizeitanlage, sowie nordöstlich in etwa 30 Kilometer Entfernung das White Plains Water Treatment Plant, welches als Wasserwerk der Versorgung der Region Greater Monrovia dient.
Bei Paynesville in der Nähe von Monrovia bestand eine Längstwellen-Sendeantenne des OMEGA-Navigationssystems. Der 417 Meter hohe Stahl-Fachwerkmast war bis zu seiner Sprengung am 12. Mai 2011 das höchste Bauwerk Afrikas.

## Diplomatische Vertretungen
Liberia hat aufgrund seiner pro-westlichen Haltung in den afrikanischen Staaten viel Ablehnung erfahren, daher haben nur wenige afrikanische Staaten mit Liberia diplomatische Beziehungen aufgenommen. Im Verlauf des Bürgerkrieges verließen fast alle Diplomaten aus Sicherheitsgründen das Land und kommen nur zögerlich zurück. Die Botschaften der Bundesrepublik Deutschland, der Schweiz und Österreichs wurden nach Accra evakuiert. 2005 entsandte Deutschland als erster EU-Staat wieder einen Botschafter nach Liberia, womit die Deutsche Botschaft in Monrovia wieder eröffnet werden konnte. Das imposante Gebäude der Botschaft Schwedens zählt zu den wenigen Hochhäusern, die im Stadtgebiet noch aus der Vorkriegszeit ohne größere Beschädigungen überdauert haben.

## Söhne und Töchter der Stadt
- Charles D. B. King (1875–1961), Politiker und von 1920 bis 1930 Präsident Liberias
- Antoinette Tubman (1914–2011), Ehefrau des Politikers William S. Tubman und First Lady (1943–1971)
- Roland H. Cooper (* 1916), Diplomat
- Ernest Eastman (1927–2011), Diplomat und Außenminister (1983–1986)
- Ellen Johnson Sirleaf (* 1938), Präsidentin Liberias und Friedensnobelpreisträgerin
- George H. Johnson (* 1938), Leichtathlet, Olympiateilnehmer (1956 und 1960)
- Boimah Fahnbulleh (* 1949), Politiker und Diplomat
- Milton Nathaniel Barnes (* 1954), UN-Botschafter
- Sedia Massaquoi Bangoura (* 1957), Diplomatin
- Antoinette Sayeh (* 1958), amtierende Afrika-Direktorin beim International Monetary Fund (IMF), zuvor Finanzministerin Liberias
- George Cramne (* 1960), schwedischer Boxer
- Monie Ralph Captan (* 1962), libanesisch-liberianischer Politiker und Außenminister (1996–2003)
- Simon Thirgood (1962–2009), britischer Ökologe und Naturschützer
- Massimo Pigliucci (* 1964), US-amerikanischer Philosoph
- Helene Cooper (* 1966), liberianisch-US-amerikanische Journalistin und Buchautorin
- George Weah (* 1966), Präsident Liberias, früherer Fußballspieler
- Mae Azango (* 1972), Journalistin
- Arthur Farh (* 1972), liberianischer Fußballspieler
- Leymah Gbowee (* 1972), Bürgerrechtlerin und Gründerin von Friedensinitiativen
- Jonathan Sawieh (* 1975), Fußballspieler
- Christopher Wreh (* 1975), Fußballspieler
- Josephus Yenay (* 1975), Fußballspieler
- Kia Davis (* 1976), liberianisch-US-amerikanische Sprinterin
- Louis Crayton (* 1977), Fußballspieler
- Zizi Roberts (* 1979), Fußballspieler
- Stephen Appleton (* 1980), deutscher Schauspieler
- Hao Ge (* 1981), Stimmimitator und Sänger
- Dominique Klein (* 1981), deutscher Basketballspieler
- Paolo Barlera (1982–2009), italienischer Basketballspieler
- Willis Forko (1983–2021), liberianisch-US-amerikanischer Fußballspieler
- Abu Kanneh (* 1983), Fußballspieler
- Dulee Johnson (* 1984), Fußballspieler
- Dioh Williams (* 1984), Fußballspieler
- Clarence Kparghai (* 1985), erster liberianischer Eishockeyspieler
- Matee Ajavon (* 1986), erfolgreiche US-Basketballspielerin (WNBA Draft 2008)
- James Gbilee (* 1987), Fußballspieler
- Phobay Kutu-Akoi (* 1987), Sprinterin
- Doe Sackie Teah (* 1988), Fußballspieler
- Harrison Kennedy (* 1989), Fußballspieler
- Patrick Doeplah (1990–2011), Fußballspieler
- Darlington Nagbe (* 1990), Fußballspieler
- Sekou Oliseh (* 1990), Fußballspieler
- Amadaiya Rennie (* 1990), Fußballspieler
- William Jebor (* 1991), Fußballspieler
- Emmanuel Matadi (* 1991), Leichtathlet
- Aziza Sbaity (* 1991), libanesisch-liberianische Sprinterin
- Alex Tchuimeni-Nimely (* 1991), liberianisch-englischer Fußballspieler
- Tonia Tisdell (* 1992), Fußballspieler
- Herron Berrian (* 1994), Fußballspieler
- Julius Davies (* 1994), australischer Fußballspieler
- Mariam Kromah (* 1994), Sprinterin
- Gus Edwards (* 1995), American-Football-Spieler
- Keith Nah (* 1995), Fußballspieler
- Emmanuel Ernest (* 2000), Fußballspieler
- Ashley Williams (* 2000), Fußballtorwart

## Stadtgliederung
| Bakoi           | Congo Town | Gardnersville | Mamba Point  | Point Four   | Tomo          |
| Banjoa          | Crown Hill | Georkpantown  | Mateley      | Red Light    | Topoe Village |
| Barekling       | Dixville   | Jatuja        | New Georgia  | Sinkor       | Vai Town      |
| Barnersville    | Doin Town  | Jacob Town    | New Kru Town | Slipway      | Virginia      |
| Bassa Community | Dwahn Town | Jallah Town   | Old Road     | Snapper Hill | Waterside     |
| Buzzi Quarters  | Fanti Town | Larkpasie     | Paynesville  | South Beach  | Westpoint     |
| Clara Town      | Fiahmah    | Logan Town    | Plunkor      | Toe Town     |               |